# Lorenz Bergmann
Lorenz Andreas Christian Bergmann (født 4. juli 1875 i Sankt Pauls Sogn i København, død 20. marts 1966 i København) var en dansk teolog og professor i missionshistorie ved Københavns Universitet.
Bergmann blev student fra Metropolitanskolen i 1892 og bestod den teologiske embedseksamen i 1899. Han blev æresdoktor ved Københavns Universitet 1958, Ridder af Dannebrogordenen 1937 og Ridder af 1. grad 1955.
Han er begravet på Holmens Kirkegård.